# Rapisma viridipenne
Rapisma viridipenne is een insect uit de familie van de Ithonidae, die tot de orde netvleugeligen (Neuroptera) behoort. 
Rapisma viridipenne is voor het eerst wetenschappelijk beschreven door Francis Walker in 1853.